# Вілла (фільм)
«Вілла» (фр. La villa) — французький драматичний фільм 2017 року, поставлений режисером Робером Гедігяном. Світова прем'єра відбулася 3 вересня 2017 на 74-му Венеційському міжнародному кінофестивалі, де фільм брав участь в основній конкурсній програмі .

## Сюжет
У невеликому прибережному містечку, неподалік Марселя, Анжель, Жозеф і Арман збираються навколо свого літнього батька. Старший син Арман продовжує піклуватися про свого батька та намагається зберегти мир і добробут в батьківському домі. Але з приїздом неочікуваних гостей усе змінюється…

## У ролях
| • Аріана Аскарід     | … | Анжель Бартелемі     |
| • Жан-П'єр Дарруссен | … | Жозеф                |
| • Жерар Мелан        | … | Арман                |
| • Жак Буде           | … | Мартін, батько Івана |
| • Анаїс Демустьє     | … | Беранжер             |
| • Робінсон Стевенен  | … | Бенжамен             |
| • Янн Трегує         | … | Іван                 |
| • Женев'єва Мніш     | … | Сюзанна, мати Івана  |
| • Фред Улісс         | … | Моріс, батько        |

## Знімальна група
- Автори сценарію — Робер Гедігян, Серж Валлетті
- Режисер-постановник — Робер Гедігян
- Продюсер — Марк Бордюр, Робер Гедігян
- Оператор — П'єр Мілон
- Монтаж — Бернар Сасья
- Художник-постановник — Мішель Вандестьєн
- Художник з костюмів — Енн-Марі Джикалон
- Підбір акторів — Жаклін Вікар

## Нагороди та номінації
У серпні 2018 року фільм було відібрано до «довгого списку» номінантів на премію Європейської кіноакадемії 2018 року.
| Список нагород та номінацій            | Список нагород та номінацій | Список нагород та номінацій                                     | Список нагород та номінацій | Список нагород та номінацій | Список нагород та номінацій |
| Кінофестиваль/Кінопремія               | Рік                         | Категорія                                                       | Номінант(и)                 | Результат                   | Дж                          |
| -------------------------------------- | --------------------------- | --------------------------------------------------------------- | --------------------------- | --------------------------- | --------------------------- |
| Венеційський міжнародний кінофестиваль | 2017                        | Золотий лев                                                     | Вілла                       | Номінація                   |                             |
| Венеційський міжнародний кінофестиваль | 2017                        | Премія Всесвітньої католицької асоціації з комунікацій (SIGNIS) | Вілла                       | Перемога                    |                             |
| Венеційський міжнародний кінофестиваль | 2017                        | Приз Союзу середземноморських університетів (UNIMED)            | Вілла                       | Перемога                    |                             |
| Премія «Сезар»                         | 2018                        | Найкраща акторка другого плану                                  | Анаїс Демустьє              | Номінація                   | [ 7 ]                       |